# Rygge
Rygge là một đô thị ở hạt Østfold, Na Uy.
Rygge được lập thành một đô thị vào ngày 1 tháng 1 năm 1838 (xem formannskapsdistrikt).
Đô thị này được kết nối giao thông với Oslo bằng tuyến đường sắt đôi và xa lộ 4 làn xe.

## Tên gọi
Đô thị này (ban đầu là một giáo khu) được đặt tên theo nông trang cũ Rygge, do nhà thờ đầu tiên đã được xây ở đó. Dạng tên gọi theo tiếng Norse không rõ lắm.

## Huy hiệu
Huy hiệu được áp dụng thập kỷ trước(1984). Huy hiệu có hình mũi sắt từ thời Viking được tìm thấy ở đô thị này.